# پرد هخامنشی سیوند
اصل این بنا به دوران هخامنشیان بر می‌گردد اما چون بارها در زمان‌های ساسانیان و صفویه مرمت گشته به پل صفویان مشهور است. مصالح بکار رفته سنگ و ملاط آهک می‌باشد. در پایه‌های این پل آب شکن برای جلوگیری از تخریب آن در سیلاب‌های رودسیوند درست شده‌است.
این پل بر روی رودسیوند و در پشت بند وآبنمای سیوند قرار گرفته‌است.